# Industrial metal
Industrial metal er en genre der inddrager elementer fra industrial musik og heavy metal. Dvs. genren er meget centeret om metal guitar riff og lyd fra industrial synthesizer. Genren opstod sent i 80'erne og inddrager meget elektroniske instrumenter som trommemaskine, synthesizer, sequencer, keyboard og sampler samt de mere traditionelle instrumenter som elektrisk guitar og trommer. Musikken er ofte meget mørk, kold og dyster.
Industrial metal indfatter også industrielle undergenre som aggro-industrial, coldwave. Disse undergenre overlapper nogengange elementer fra nu-metal og post-punk.
| Musik | Spire Denne musikartikel er en spire som bør udbygges. Du er velkommen til at hjælpe Wikipedia ved at udvide den. |